# Medienkaufmann Digital und Print
Medienkaufmann/-frau Digital und Print ist die seit August 2006 im Zuge der Reform des Berufsbildes und der Ausbildungsordnung neu eingeführte Berufsbezeichnung für Verlagskaufleute.
Medienkaufleute sind in Zeitungs- und Zeitschriftenverlagen sowie Buchverlagen in allen kaufmännischen Bereichen tätig. Durch den Wandel von Verlagen zu Medienhäusern ist eine breite Produktpalette entstanden. So müssen sich Medienkaufleute mit den Print-Produkten (Bücher, Zeitungen, Zeitschriften etc.) auskennen und auch Wissen in den Bereichen der neuen Medien, etwa Hörbücher, CD, DVD, Online-Sites und Handy-Content erwerben.
Eine maßgebliche Besonderheit der Branche ist, dass sich die meisten Medienunternehmen auf zwei getrennten Märkten gleichzeitig im Wettbewerb behaupten müssen, sowohl auf dem Leser- bzw. Zuschauermarkt wie auch auf dem Werbemarkt. Die Erfolge auf beiden Märkten sind voneinander abhängig. Dadurch werden vielfältige Unternehmensstrategien möglich, die komplexes kaufmännisches Denken erfordern.
In den Zeitungs- und Zeitschriftenverlagen sind kaufmännische und redaktionelle Tätigkeit in der Regel klar getrennt, so dass die Medienkaufleute nur geringen Kontakt zur Redaktion haben. In Buchverlagen hingegen sind Medienkaufleute häufig in Arbeiten des Lektorats und der Autorenwerbung eingebunden.

## Aufgabengebiet
Aufgabe von Medienkaufleuten ist die Vermarktung von Medien, wobei es sich um Bücher, Zeitungen, Zeitschriften und anderes handeln kann. Dabei müssen sie die Balance zwischen Profit und geistigem Inhalt der Werke finden. Einerseits dürfen sie die Wirtschaftlichkeit nicht aus den Augen verlieren, andererseits auch nicht die kulturelle Bedeutung eines Buches.
Medienkaufleute arbeiten in der Regel in folgenden Abteilungen eines Verlages: Lektorat, Marketing, Marktforschung, Rechnungswesen, Verwaltung, Vertrieb, Anzeigen, Personalabteilung, Herstellung, Verlagsproduktion. Zu den allgemeinen Tätigkeiten gehören die Beratung der Vertriebs- und Anzeigenkunden, die Vermarktung der Produkte, die Koordination zwischen Außendienst und Verlag und die Analyse der Märkte.

## Ausbildung
Medienkaufmann ist ein staatlich anerkannter Ausbildungsberuf mit Zwischen- und
Abschlussprüfung ohne gesetzlich bestimmte Schulbildung. 2016 waren 87 % der Ausbildungsanfänger Abiturienten. Die Ausbildung kann überall in Deutschland absolviert werden und dauert je nach Schulabschluss zwei bis drei Jahre. Für Medienkaufleute gibt es in 28 deutschen Städten an öffentlichen Berufsschulen eigene Verlagsfachklassen, deren Besuch die betriebliche Ausbildung ergänzt.
Wichtige betriebliche und schulische Inhalte der Ausbildung sind Arbeitsorganisation, Marketing, Vertrieb, Anzeigen, Redaktion und Lektorat, Rechte und Lizenzen, Herstellung, Beschaffung und Lagerwirtschaft, kaufmännische Planung, Steuerung und Controlling. Meist wird die Ausbildung zum Medienkaufmann mit Schwerpunkt Zeitungen/Zeitschriften angeboten und auch gewählt.
Die Ausbildungsvergütungen sind nicht bundeseinheitlich, das heißt jedes Bundesland hat seine eigene Regelung bezüglich des Gehalts des Auszubildenden. Über die Höhe der Vergütung geben die jeweiligen buchhändlerischen Landesverbände Auskunft.
Nach der Ausbildung sind die Aufstiegschancen in kleineren und mittleren Verlagen sehr gut, die Hierarchie reicht bis zur Geschäftsleitung hinauf. In großen Verlagen sind Führungspositionen ohne Weiterbildung oder Studium nicht oder sehr schwer zu erreichen. Um erfolgreich im Beruf des Medienkaufmannes zu bleiben, sind Fort- und Weiterbildungen unabdingbar, gerade im Verlagswesen. Der technische Fortschritt ist rasant und die Konkurrenz auch aus anderen Berufsbildern ist groß.
Es gibt Möglichkeiten der Zusatzqualifikation, beispielsweise durch Ausbildung zum Verlagsfachwirt oder ein Bachelor-/Master-Studium. Bei letzteren bieten sich, je nach gewünschtem Ziel, betriebswirtschaftliche oder journalistisch-publizistische Studiengänge an.

## Abschlussprüfung
Die kaufmännische Abschlussprüfung erfolgt in schriftlicher und mündlicher Form. Sie erstreckt sich auf mehrere Prüfungsbereiche, wobei in Abhängigkeit vom Ausbildungsberuf neben gebundenen auch ungebundene Prüfungsaufgaben eingesetzt werden.